# Arcul de Triumf din Chișinău
Arcul de Triumf (numit un timp Porțile Sfinte, iar sub regimul sovietic — Arcul Victoriei și Arcul Biruinței) este un monument de arhitectură de însemnătate națională, introdus în Registrul monumentelor de istorie și cultură a municipiului Chișinău, parte a Ansamblului Catedrala Nașterii Domnului. A fost construit în anii 1840–1841, pentru comemorarea victoriei armatei ruse în războiul ruso-turc din 1828–1829. În interiorul arcului se află un clopot gigant cu greutatea de 6,4 tone, care a fost turnat din metalul tunurilor turcești capturate în război.

## Structura
Arcul are în plan formă de pătrat și dispune de două niveluri. Înălțimea monumentului este de 13 m. Capitelurile celor patru piloni ai construcției au fost sculptate în stil corintic. Nivelul superior este decorat în stil clasic. Pe partea frontală este montat un orologiu mecanic, luminat în timpul nopții, care însă nu anunță prin sunet ora exactă. Ornamentele și capitelurile sunt executate în ceramică.
Primele ceasuri pe arcadă au apărut în anul 1842. Ele au fost aduse de la Odesa, iar șapte ani mai târziu, un vânt puternic a smuls cadranul, iar mecanismul a funcționat până în anul 1881 și a trebuit să fie înlocuit. Noul mecanism a fost achiziționat în Austria. Ceasul real a lucrat fără reparații până la începutul războiului, cînd a fost lovit de bombardamentele din anul 1941.
În 1945, pe pereții Arcului au fost instalate plăcuțe cu numele luptătorilor armatei sovietice și a cetățenilor Moldovei, care au luptat pe teritoriul Basarabiei în cel de-al Doilea Război Mondial și au primit distincția de „Erou al Uniunii Sovietice”. Plăcuțele au fost scoase în 1991, după obținerea independenței.
Arcul de Triumf din Chișinău se află pe axa de simetrie a ansamblului arhitectural ce mai cuprinde și Catedrala Nașterii Domnului, clopotnița acesteia, Piața Marii Adunări Naționale și Casa Guvernului din Chișinău.

## Galerie de imagini

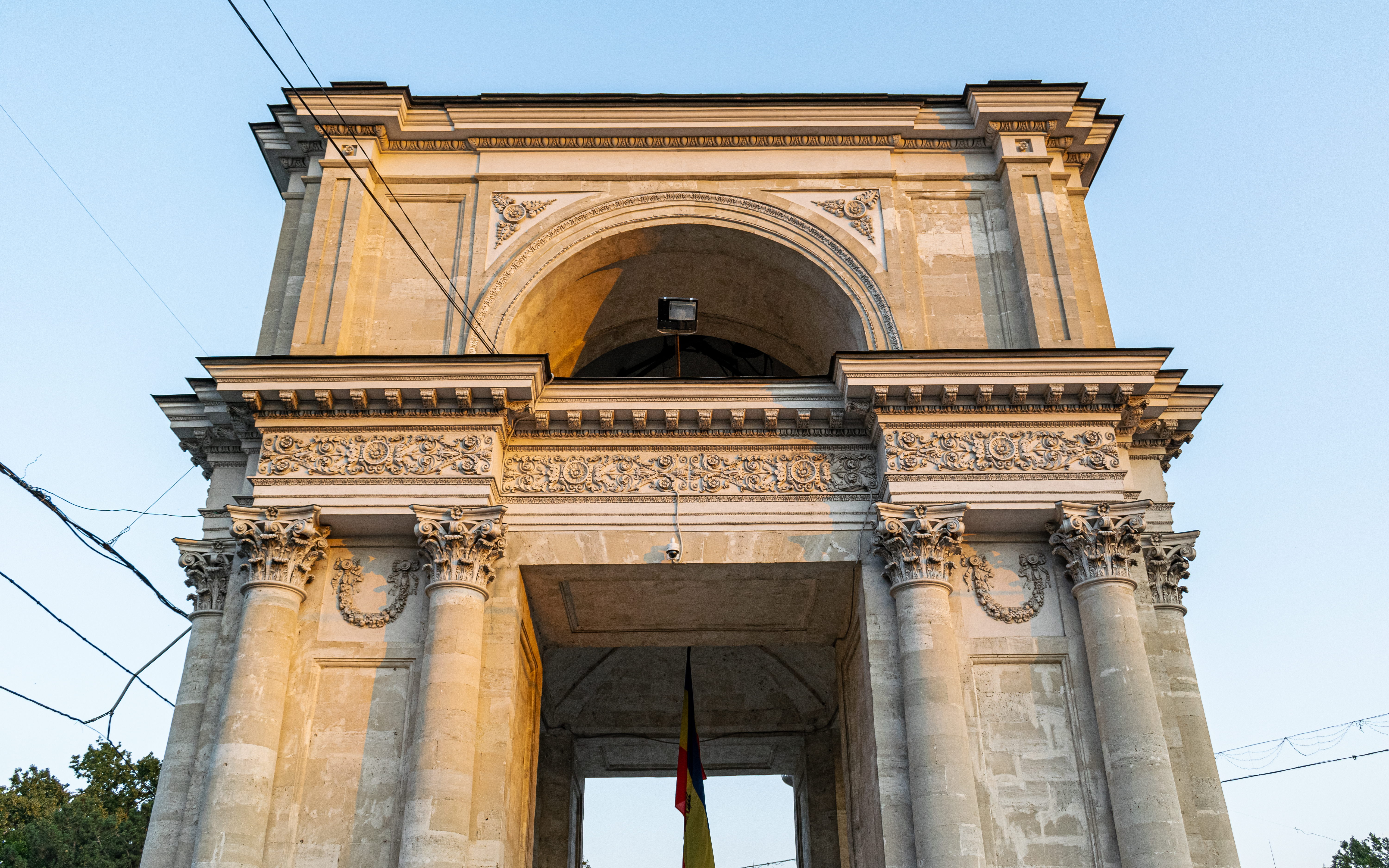
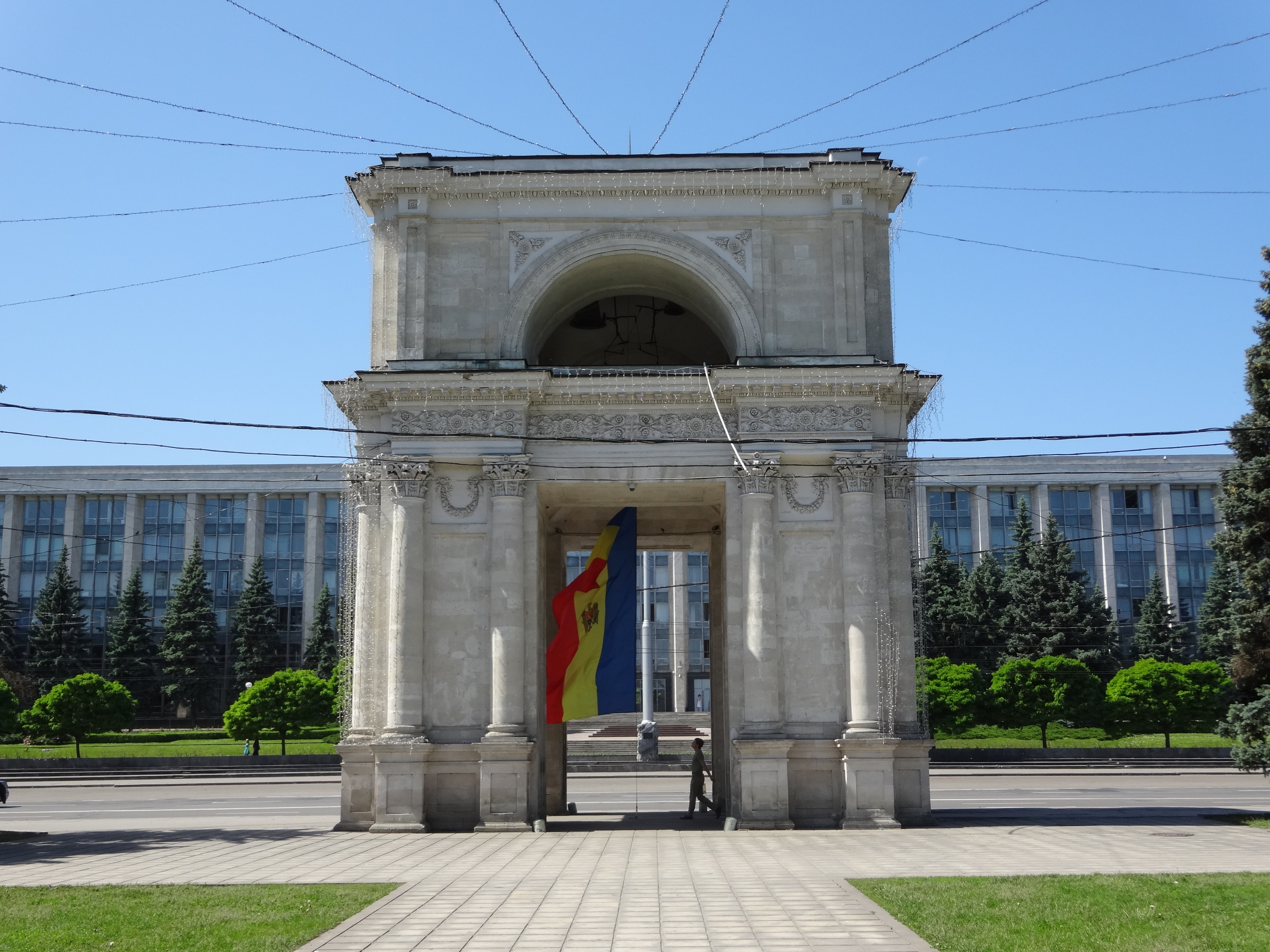
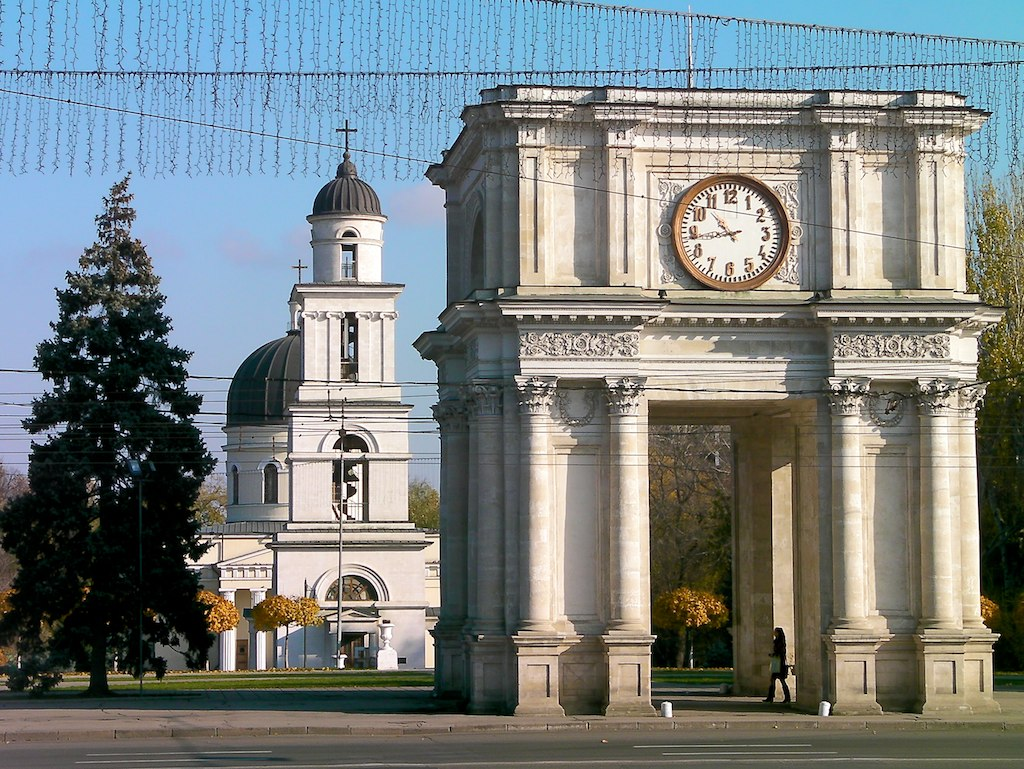
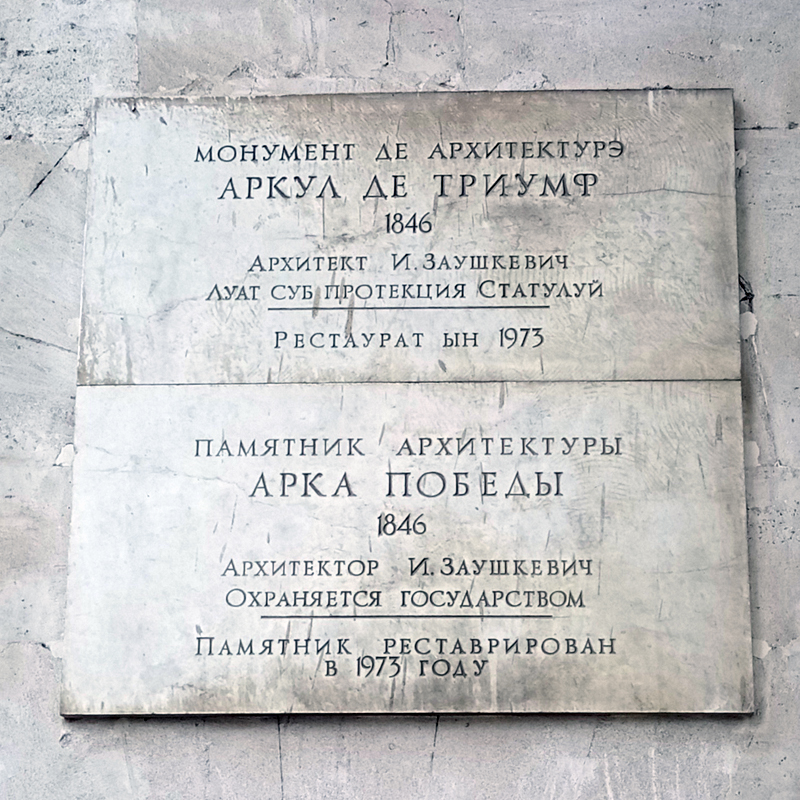
Placă bilingvă în română (alfabetul chirilic moldovenesc) și rusă